# Santo-Antônio-Talsperre
Die Santo-Antônio-Talsperre (Usina Hidrelétrica Santo Antônio) ist eine Talsperre mit einem Wasserkraftwerk am Rio Madeira etwa 6 km südwestlich von Porto Velho im brasilianischen Bundesstaat Rondônia.
Diese Talsperre ist die in Fließrichtung letzte einer 2016 fertiggestellten Kette von vier Wasserkraftwerken am Fluss Madeira. Diese Folge beginnt oben mit zwei kleineren Kraftwerken
die 2011 noch in der Planungsphase waren, das erste in Bolivien, das zweite an der Grenze von Bolivien zu Brasilien. Die Jirau-Talsperre mit 3750 MW ist Nummer 3 etwa 100 km oberhalb der Nummer 4, der Santo-Antonio-Talsperre mit 3580 MW bei Porto Velho, beide in Brasilien und 2011 schon in Bau gewesen. Nach Stromausfällen in Brasilien von 2001 bis 2002 wurde ihr Bau beschleunigt. Die Baukosten für Santo Antônio werden auf 7 Milliarden US-$ geschätzt, dazu gehören auch Schleusen, Übertragungsleitungen und Umweltwiederherstellungsmaßnahmen.

## Planung und Bau
Die Santo-Antônio-Talsperre wurde als Laufwasserkraftwerk entworfen. Das Absperrbauwerk der Talsperre ist eine 13,9 m hohe und 3100 m lange Gewichtsstaumauer, die einen knapp 100 km langen Stausee mit einer Fläche von 271 km² erzeugt, 164 km² davon sind das ursprüngliche Flussbett. Das Kraftwerk hat vier Sätze von Kaplan-Rohrturbinen mit insgesamt 50 Stück, jede mit einer Nennleistung von 71,6 MW, das sind insgesamt 3.580 MW.
Die Turbinen – eingebaut mit horizontal liegender Achse – erlauben insgesamt einen maximalen Durchfluss von 24.684 m³/s. Zwei Hochwasserentlastungen, eine Hauptentlastung und eine Hilfsentlastung am südlichen Widerlager. Zusammen schaffen eine Abflusskapazität von 84.000 m³/s, um den Aufstau zu beherrschen. An der Talsperre waren (2011) zwei Fischleitern und eine Schleuse für Schiffe geplant. (Stand 2011, im Bau)

## Betrieb
- Wegen eines massiven Hochwassers in der zweiten Märzhälfte 2014 wurde die Stromproduktion erstmals eingestellt. Das Kraftwerk wurde verpflichtet an der Steuerung des Hochwassers durch die Wehre mitzuwirken. Es wurde der höchste Wasserstand seit Beginn der Messungen im Jahr 1967 gemessen.[4]
- Wegen anhaltender Dürre und Rückgang des Wasserangebots auf 2800 m³/s wurde am 2. Oktober 2023 die Stromproduktion ausgesetzt.[5][6]